# Leie
Leie (francouzsky Lys) je řeka ve Francii (Hauts-de-France) a v Belgii (Henegavsko, Západní Flandry, Východní Flandry). Je to levý přítok Šeldy. Je 214 km dlouhá. Povodí má rozlohu 3900 km².

## Průběh toku
Pramení na severních svazích vysočiny Artois a protéká rovinami Flander. Ústí zleva do Šeldy.

## Vodní stav
Průměrný průtok vody na dolním toku činí 28 m³/s. V době velkých povodní dosahuje maxima 200 až 300 m³/s. Zvýšenou vodnost má řeka v zimě.

## Využití
Pod městem Aire-sur-la-Lys je řeka regulovaná pro vodní dopravu. Je spojena kanály s průmyslovými oblastmi Belgie a severní Francie. Leží na ní města Aire-sur-la-Lys, Armentières (Francie), Wervik, Kortrijk, Gent (Belgie).